# Ferro forjat

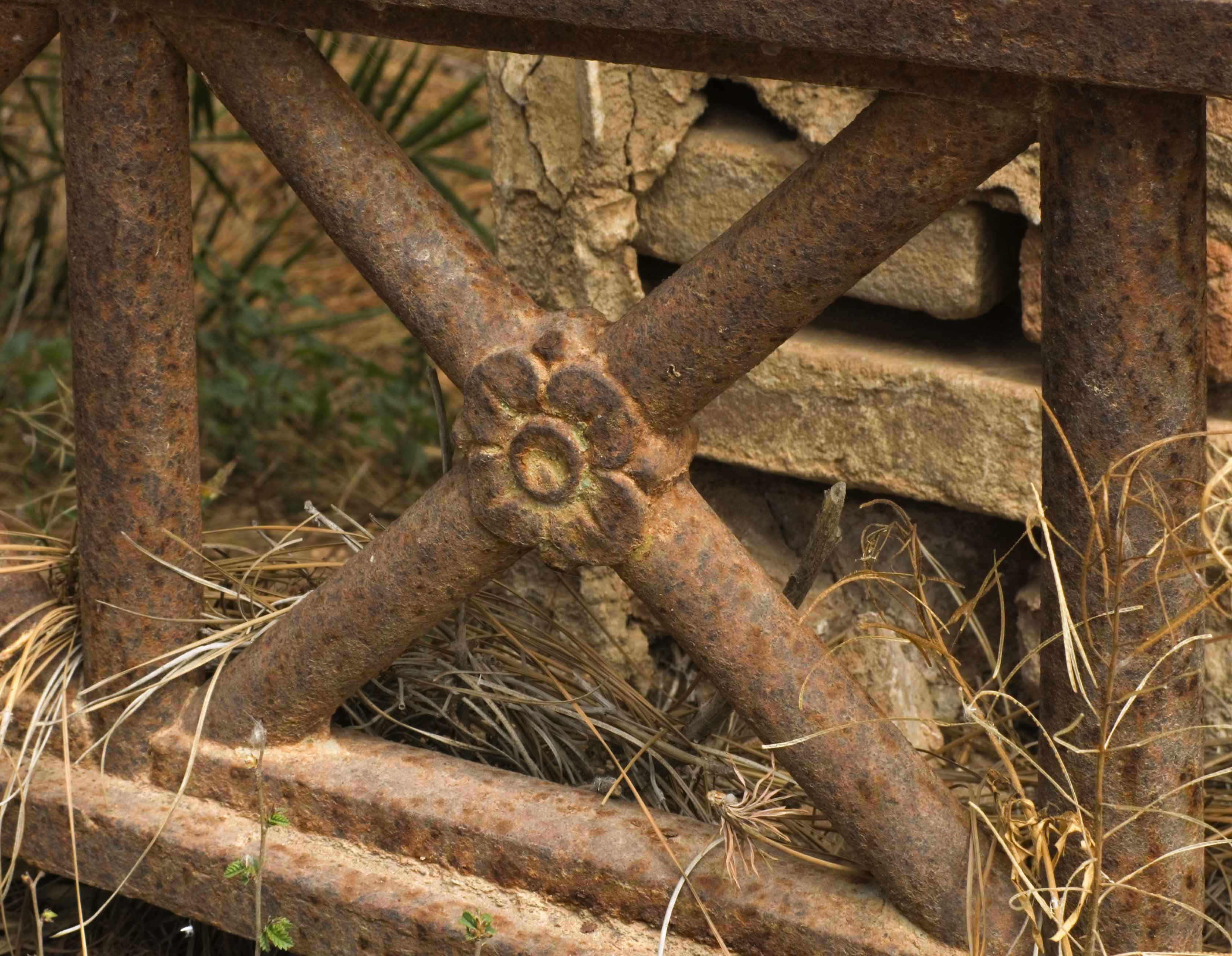
Ferro forjat a la porta de la Torre Luengo

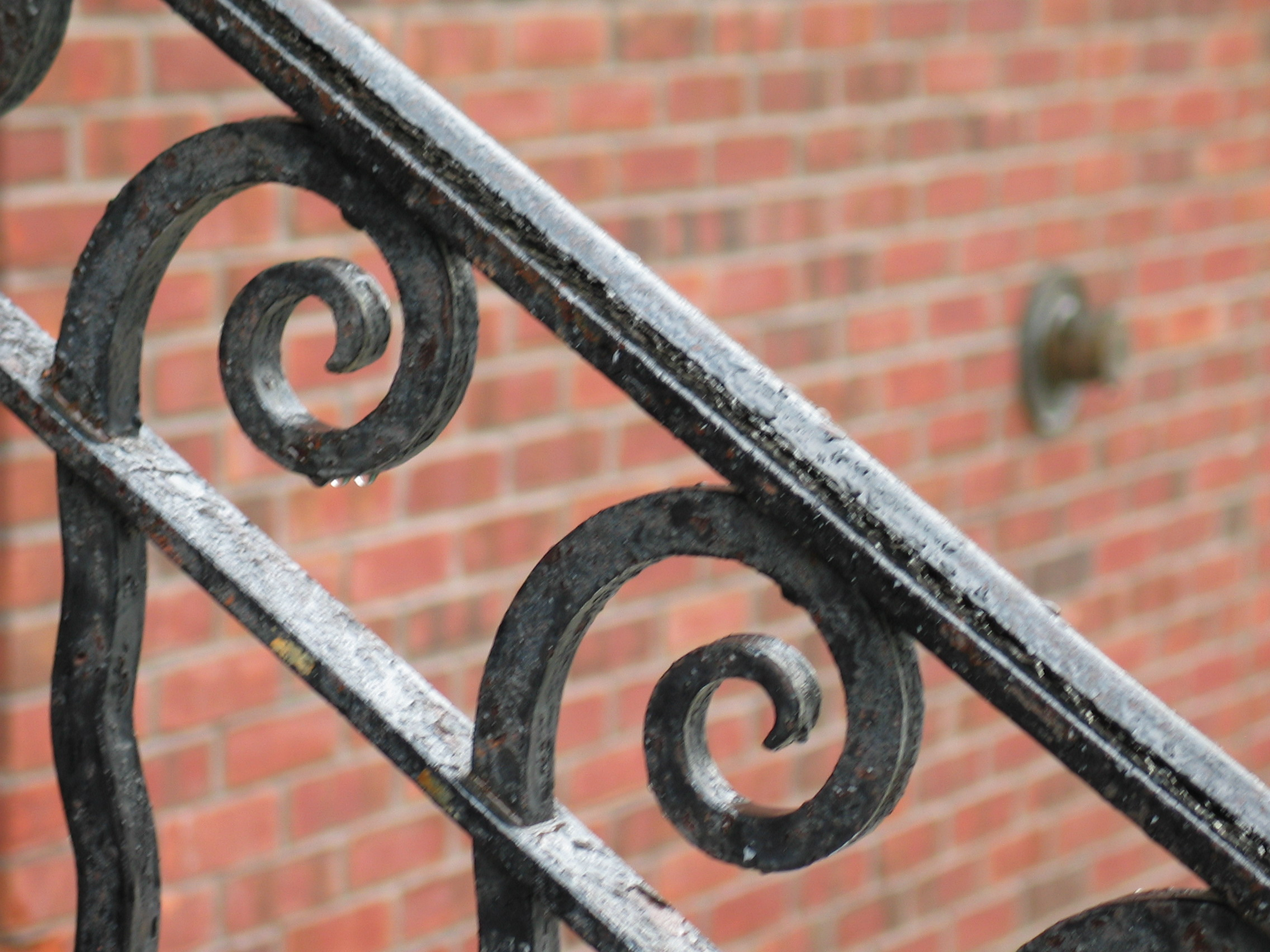
Enreixat de ferro forjat

El ferro forjat és un material derivat del ferro que posseeix la propietat de poder ser forjat al roig, i s'endureix refredant-se ràpidament. Fon a temperatura major de 1.500 °C, és poc tenaç i pot soldar-se mitjançant forja.
Es caracteritza pel baix contingut de carboni (entre 0,05% i 0,25%), ja que és una de les varietats d'ús comercial amb més puresa (considerant el percentatge en ferro). És menys dur que l'acer, però molt mal·leable i fàcilment aliable amb altres metalls. Té una composició química que li proporciona una resistència relativament baixa, que el fa poc adequat per a peces que cal que siguin resistents. El baix contingut en carboni fa que no es pugui trempar per fer-li adquirir la duresa necessària per a la fabricació d'espases i altres eines de tall.
El ferro forjat ha estat emprat durant milers d'anys, i ha estat la composició més habitual del ferro tal com s'ha conegut al llarg de la història. Tradicionalment, el ferro forjat ha estat obtingut a partir del mineral de ferro escalfat a altes temperatures en una forja. Després, es procedia a colpejar-lo, en un procés on es buscava eliminar les impureses i escòries contingudes en el mineral. Un dels sistemes tradicionals d'obtenció del ferro era el de la farga catalana, a partir de mineral i carbó vegetal. Les quantitats produïdes eren petites i el cost bastant elevat.
Els processos industrials del segle xix van permetre produir ferro forjat (ferro forjat industrial, "wrought iron" en anglès) en grans quantitats i a un cost raonable, de manera que es va poder utilitzar aquest material en la construcció de grans estructures d'arquitectura i enginyeria.